# Luis Jaime Castillo
Luis Jaime Castillo Butters (Perú, 4 de mayo de 1963) es un arqueólogo peruano. Durante el gobierno de Martín Vizcarra ejerció como ministro de Cultura del Perú desde el 8 de julio al 30 de septiembre de 2019. 

## Primeros años
Nació el 4 de mayo de 1963, hijo de Augusto Arturo Castillo Mattasoglio y Marjory Butters Urteaga. Es sobrino del Arzobispo de Lima, Carlos Castillo Mattasoglio, y primo hermano del periodista Phillip Butters. 
Realizó sus estudios escolares en la Escuela Inmaculado Corazón y en el Colegio Santa María Marianistas de la ciudad de Lima.
Estudió Arqueología en la Pontificia Universidad Católica del Perú. Estudió una Maestría en Artes en Arqueología y un Doctorado en Antropología (PhD), ambos en la Universidad de California en Los Ángeles.

## Carrera profesional

### Experiencia laboral
De 1991 a 1994 fue investigador asociado del Museo Fowler en la Universidad de California en Los Ángeles.
Fue investigador asociado del Proyecto Arqueológico Alto Piura (1988), Proyecto Arqueológico Huaca Santa Cruz (1987) y del Museo Rafael Larco Herrera (1986-2008).
Ha sido codirector del Proyecto Arqueológico de Pampa Grande (2004-2006), codirector del Proyecto Arqueológico Portachuelo de Charcape (2003) y asesor científico del Proyecto Arqueológico Huaca 20 (2005-2008).
De 1994 a 2004 fue miembro de la Comisión Nacional de Arqueología del Instituto Nacional de Cultura del Perú.
Desde 1991 es director científico del Programa Arqueológico San José de Moro.
Fue parte del Directorio de la Fundación Sustainable Preservation Initiative y vicepresidente para América Latina de la misma.
Entre 2010 y 2011 fue curador en el Museo de Arte de Lima en proyectos precolombinos.
Desde agosto de 2013, se desempeñó como Viceministro de Patrimonio Cultural e Industrias Culturales del Ministerio de Cultura durante el gobierno de Ollanta Humala.

### Actividad académica
Es profesor de la Pontificia Universidad Católica del Perú en las asignaturas de Arqueología y Arqueología Andina así como de materias del programa de postgrado de la misma casa de estudios.
De 1995 a 1997 fue coordinador de la especialidad de Arqueología del Departamento de Humanidades de la PUCP.
En 1993 fue profesor en el programa de extensión de la Universidad de California en Los Ángeles
En el año académico 2011/2012 fue fellow en Estudios Precolombinos en la Universidad de Harvard. 
En el año académico 2015/2016 fue profesor visitante Robert F. Kennedy del Centro David Rockefeller para Estudios Latinoamericanos de la Universidad de Harvard.
Ha sido profesor invitado en las siguientes universidades: Universidad de Harvard (2015 - 2016), Universidad de Stanford (2012), Universidad de Lund (2011), Escuela de Estudios Superiores en Ciencias Sociales (2010), Universidad de París III Sorbonne Nouvelle (2010), Universidad Nacional Autónoma de México (2007), Universidad Michel-de-Montaigne - Bordeaux III (2007 - 2008), Universidad Autónoma de Barcelona (2004) y Universidad Pablo de Olavide(2000 - 2010).
Miembro extranjero de la Academia Nacional de Ciencias de Estados Unidos (2019-2021), de la Society for American Archeology y del Institute of Andean Studies de Berkeley.
En la Pontificia Universidad Católica del Perú ha sido Director de Promoción y Desarrollo (1994-2001) y Director de Relaciones Internacionales y cooperación (2001-2010).
El 8 de julio de 2019, juró como Ministro de Cultura del Perú ante el presidente Martín Vizcarra conformando así durante dos meses parte del gabinete ministerial presidido por Salvador del Solar.

## Imputación y descargo
Desde el 2020, a través de redes sociales y blogs, se acusó a Castillo Butters por el presunto acto de homofobia, hostigamiento sexual, intimidación y represalias. La acusación se basó en testimonios de tipo anónimo que indicarían que Castillo Butters habría realizado hostigamiento, insinuaciones de tipo sexual y otras situaciones incómodas en el complejo arqueológico San José de Moro. Producto de lo imputado y en atención a una queja presentada en 2021 a la Academia Nacional de Ciencias de Estados Unidos por parte de la antropóloga Marcela Poirier Maruenda, a Castillo Butters se le rescindió la membresía internacional que esa institución le había otorgado en 2019. En julio de 2020 y octubre de 2021, Castillo Butters rechazó categórica y públicamente estas imputaciones a través de medios periodísticos advirtiendo el inicio de acciones legales, indicando que se encontraba presto a apoyar las investigaciones y pidiendo además que se aperture una indagación al respecto. Consecuentemente, Castillo Butters inició un proceso de querella o denuncia por difamación agravada contra la antropóloga Marcela Poirier Maruenda, proceso que fue admitido, estudiado y evaluado por el Décimo Sétimo Juzgado Penal Unipersonal de la Corte Superior de Justicia de Lima del Perú: Castillo sostuvo que el móvil de las denuncias e incriminaciones obedece a un ánimo de venganza personal, donde se instrumentalizó la legítima lucha de derechos humanos, y es que Poirier Maruenda, en fecha 14 de agosto de 2021, denunció a Castillo ante la Pontificia Universidad Católica del Perú como el responsable de que ella no haya obtenido una beca en la Universidad de Stanford. Como resultado de la acción legal interpuesta por Castillo, el Poder Judicial del Perú, en fecha 23 de mayo de 2022, en sesión pública y a través de la Jueza Gabriela Torrejón Comeca, declaró inocente a Castillo Butters de las acusaciones que se le imputaban, desestimó los alegatos y testimonios de testigos presentados por la antropóloga Poirier Maruenda, condenándo penalmente a la denunciada a un año y ocho meses de prisión suspendida por el delito de difamación agravada, así como una reparación civil de 180 000 soles (48 000 USD) a favor de Castillo Butters. El Observatorio para la Protección de los Defensores de Derechos Humanos, programa creado en 1997 por la Organización Mundial Contra la Tortura (OMCT) y la Federación Internacional por los Derechos Humanos (FIDH) han hecho un llamado «a las autoridades peruanas a poner fin de manera inmediata la criminalización contra Marcela Poirier, a investigar de manera inmediata las alegaciones de hostigamiento sexual por parte del Sr. Luis Castillo Butters y a poner fin al uso indebido del derecho penal para controlar, castigar o impedir el ejercicio del derecho a defender los derechos humanos de las mujeres». Actualmente, la Quinta Sala Penal de Apelaciones de la Corte Superior de Justicia de Lima del Poder Judicial del Perú ha iniciado, el 19 de octubre de 2022, la audiencia de apelación en la demanda de querella interpuesta por Luis Jaime Castillo contra la sentenciada Marcela Poirier Maruenda, que en agosto de 2023 el Poder Judicial del Perú de Lima anula la sentencia contra la sentencia que resolvió archivar el caso iniciado por el también exministro en contra de la arquitecta por el delito de difamación luego de que Poirier y otras ocho estudiantes afirmaron haber sido víctimas de hostigamiento por parte de Castillo. Asimismo, el 7 de octubre de 2022 en la ciudad de Washington D. C., Luis Jaime Castillo Butters ha presentado una demanda judicial de 5 millones de dólares por difamación a la Academia Nacional de Ciencias de Estados Unidos y a su presidenta Marcia McNutt.

## Publicaciones
- El arte del valle de Jequetepeque (2009)
- De Cupisnique a los Incas (2010)
- New Perspective on Moche Political Organization (2010)

## Reconocimientos
- Profesor Honorario de la Universidad Nacional de Trujillo
- Distinguished Lecturer, Universidad Stanford (2012, 2015)
- Fellow, Dumbarton Oaks, Universidad de Harvard (2011)
- Beca de Investigación National Geographic Society (2009)
- Beca de Investigación, Vicerrectorado de la Pontificia Universidad Católica del Perú (2008-2013)
- Beca de Investigación, Fundación Backus (1999-2013)
- Beca de Investigación de la Fundación Kaufman/Atwood (2000)
- Beca de Investigación, Fundación Bruno, Fresno (1998, 2000)
- Beca de Investigación, Dirección Académica de la Pontificia Universidad Católica del Perú (1997-2007)
- Beca de Investigación, Banco de Crédito del Perú (1995)
- Phi Beta Kappa, Beca para estudiante internacionales (1994-1995)
- Dissertation Research Award, Departamento de Antropología Universidad de California en Los Ángeles (1994)
- Altman Award, Universidad de California en Los Ángeles (1993)
- Beca de Investigación, Universidad de California en Los Ángeles (1991)
- Premio Nacional Julio C. Tello a la mejor tesis en Arqueología del Consejo Nacional de Ciencia, Tecnología e Innovación Tecnológica (1988)

| Predecesor: Ulla Holmquist     | Ministro de Cultura del Perú 8 de julio de 2019 -                                                      | Sucesor: Francesco Petrozzi             |
| Predecesor: Rafael Varón Gabai | Viceministro de Patrimonio Cultural e Industrias Culturales 20 de agosto de 2013 - 29 de abril de 2015 | Sucesor: Juan Pablo de la Puente Brunke |